# Celina
För andra betydelser, se Celina (olika betydelser).

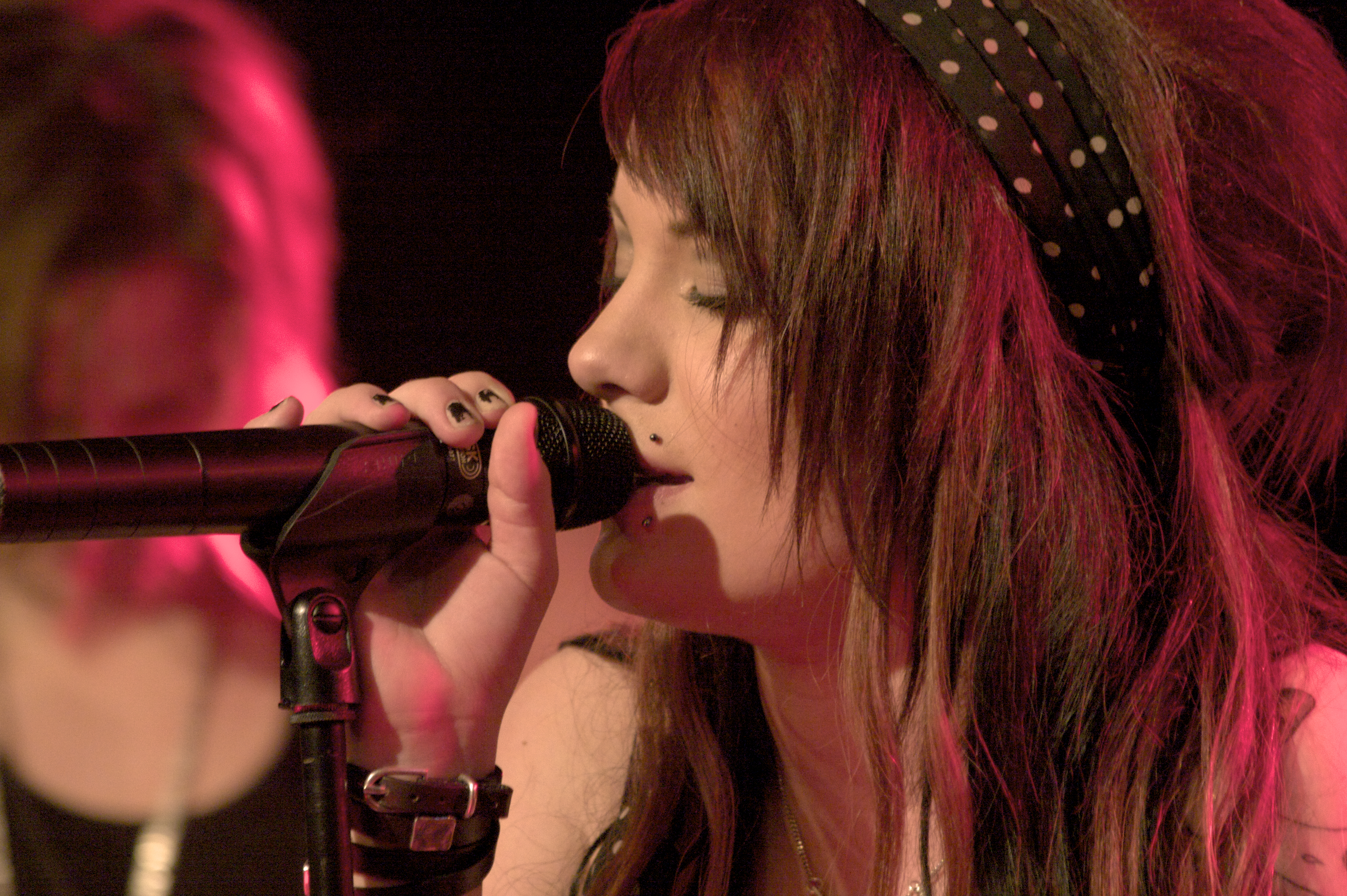
Celina Ree

Celina eller Selina är ett latinskt kvinnonamn som är bildat av ordet coelum som betyder himmel. Namnet har funnits i Sverige sedan 1800-talet. En annan variant av namnet är Celine.
Den 31 december 2014 fanns det totalt 1 036 kvinnor folkbokförda i Sverige med namnet Celina, varav 646 bar det som tilltalsnamn. Motsvarande siffror för Selina var 602 respektive 322.
Namnsdag: saknas i Sverige. I den finlandssvenska namnsdagslängden har Celina namnsdag 23 mars sedan 2020.

## Personer med namnet Celina eller Selina
- Selina Chönz, schweizisk författare
- Selina Gasparin, schweizisk skidskytt
- Selina Huntingdon, brittisk grevinna och religiös ledare
- Celina Ree, dansk sångerska